# Torre de Mannelli
La Torre de Mannelli (en italiano Torre dei Mannelli) es una torre medieval ubicada en la ciudad de Florencia, en la región Toscana (Italia). Se trata de una pequeña torre ubicada en la esquina sureste del Puente Vecchio que cruza el río Arno. Es la única torre de las cuatro que existían en el puente y que defendían cada esquina del mismo. 
En 1565 el arquitecto Giorgio Vasari, durante el diseño de su famoso corredor que pondría en relación el Palazzo Pitti y el Palazzo Vecchio, tuvo que desmantelar y demoler cada torre y cada casa privada a lo largo del camino de via della Ninna al Jardín Boboli. Originalmente, el proyecto también incluye la demolición de la torre de la familia Mannelli. Estos se negaron alegando la importancia histórica y arquitectónica de la última torre de Puente Viejo. Vasari no quería arruinar la vieja torre, pero tenía que terminar el encargo hecho por Cosme I de Medici, al que consultó. Cosme parece que pronunció, para esta ocasión, la frase "cada uno es dueño de su propia casa". Así fue que se construyó el Corredor de Vasari pasándolo alrededor de la torre, gracias a un estrecho balcón soportado por arcos y estantes todavía visibles hoy en día. La antigua torre quedó intacta y el Corredor se completó hasta el Palazzo Pitti. 
La torre fue dañada durante la Segunda Guerra Mundial y la restauró por el arquitecto Nello Baroni entre los años 1944 y 1946. Actualmente en la planta baja se halla una heladería.

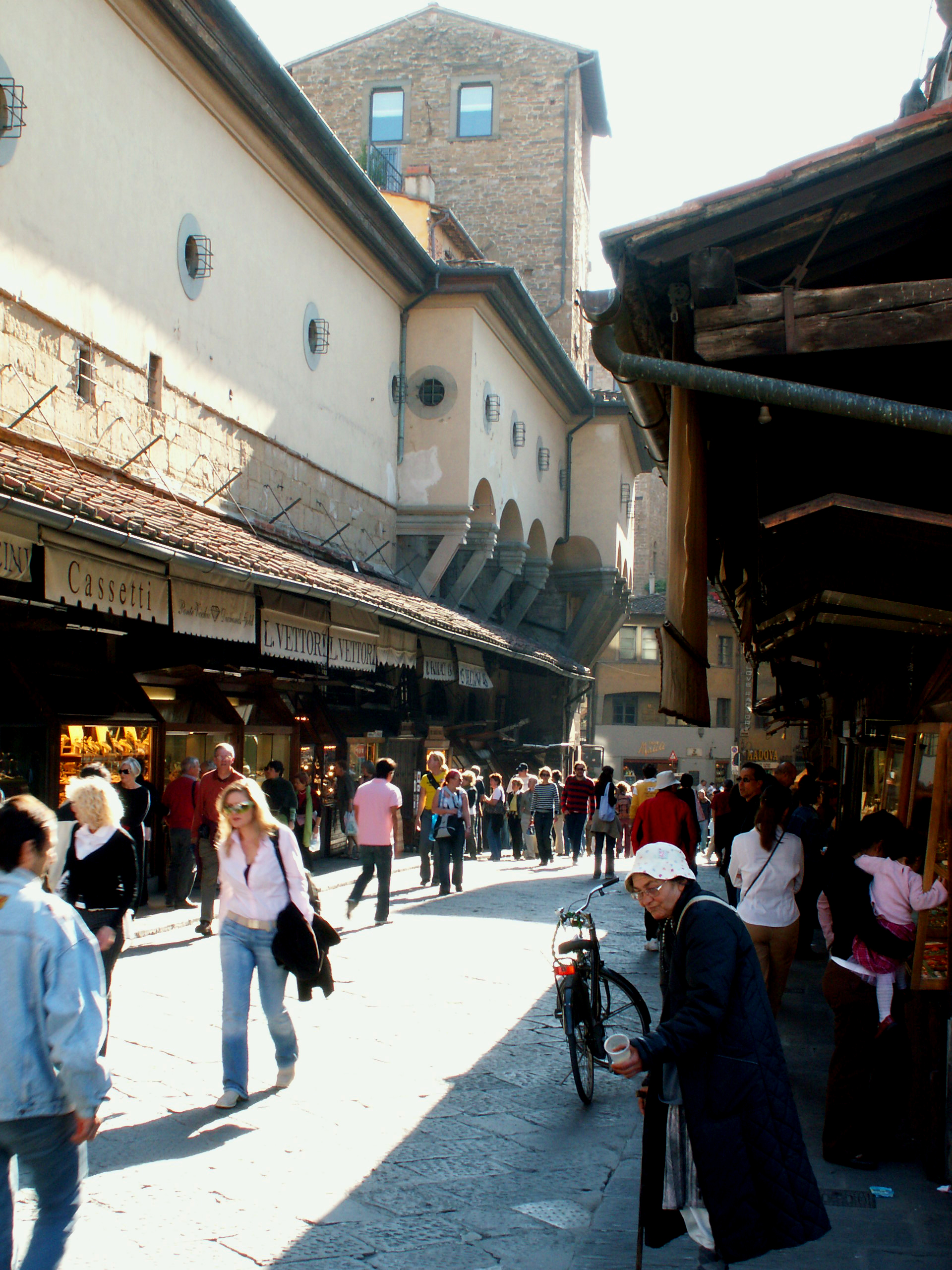
La Torre de Mannelli vista desde el Puente Vecchio.